# Hadrurus spadix
Espèce
Hadrurus spadix est une espèce de scorpions de la famille des Hadruridae.

## Distribution
Cette espèce est endémique des États-Unis. Elle se rencontre en Arizona, en Californie, en Oregon, en Idaho, au Nevada, en Utah et au Colorado.

## Description

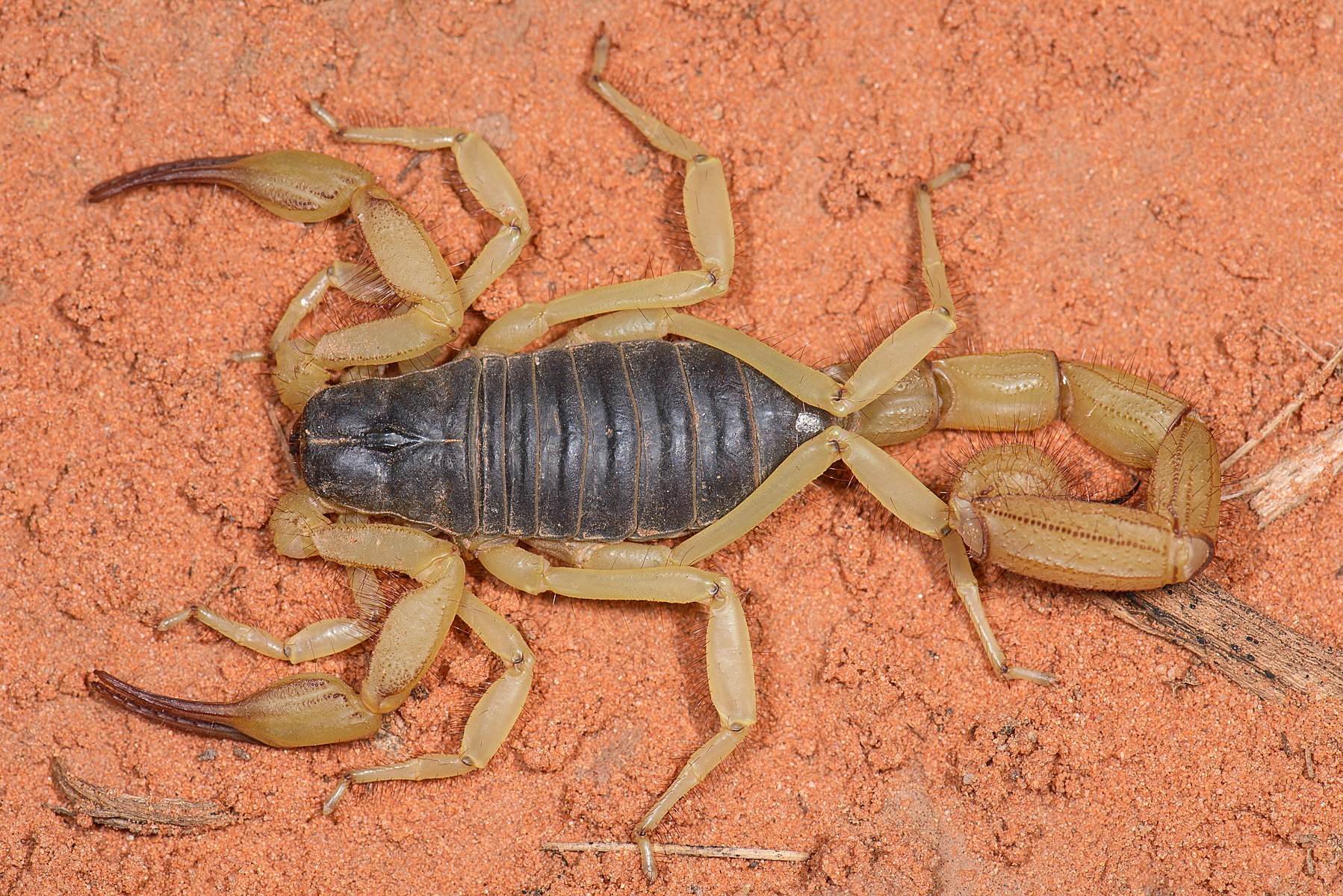
Hadrurus spadix

Le mâle décrit par Williams en 1970 mesure 108,6 mm et la femelle 107,4 mm.

## Publication originale
- Stahnke, 1940 : A review of Hadrurus scorpions (Vejovidae). Iowa State College Journal of Science, vol. 15, p. 101–103.